# Zentralrat der Ex-Muslime
De Zentralrat der Ex-Muslime ("Centrale Raad van Ex-Moslims", ZdE) is een op 21 januari 2007 te Keulen opgerichte organisatie van seculair denkende mensen die de islam de rug hebben toegekeerd. De organisatie wil de belangen behartigen van voormalige moslims. Tot de oprichters behoren onder meer de Iraanse mensenrechtenactiviste Mina Ahadi en de Turkse schrijfster en journaliste Arzu Toker, beiden woonachtig in Duitsland.
In navolging van dit Duitse initiatief werden in andere landen, waaronder Nederland, vergelijkbare organisaties opgericht. In juni 2007 werd Maryam Namazie medeoprichtster van de Council of Ex-Muslims of Britain (Raad van Ex-Moslims van Groot-Brittannië, CEMB) en in september 2007 volgde de oprichting van de Nederlandse tak: het Centraal Comité voor Ex-moslims, een initiatief van Ehsan Jami. De vertegenwoordigers van de drie ex-moslimraden tekenden samen de "Europese Verklaring van Tolerantie". De opkomende ex-moslimcomités werden door Europarlementariër Sophie in 't Veld omschreven als een "nieuwe renaissance"; Namazie vergeleek het doorbreken van taboes en het 'uit de kast komen' van afvallige moslims met de homo-emancipatie.
In februari 2008 heeft de Quebecse editie van Elle Ahadi en haar Britse collega Namazie gerangschikt onder de 45 "Vrouwen van het Jaar 2007" om hun rol bij de oprichting van de Zentralrat der Ex-Muslime. Hoewel het Nederlands Comité voor Ex-moslims in 2008 weer werd opgeheven, zijn Britse en Duitse tak versterkt met een Franse afdeling: op initiatief van Walleed Al-Husseini werd de Conseil des ex-musulmans de France (Raad van ex-moslims van Frankrijk) op 6 juli 2013 opgericht.